# José Antonio Morga Soto
José Antonio Morga Soto (Murcia, 3 de marzo de 1979) más conocido como José Antonio Morga, es un entrenador de fútbol español. Actualmente es segundo entrenador del FC Cartagena de la Segunda División de España.

## Trayectoria como preparador físico y entrenador
Morga es Licenciado en Ciencias de la actividad física y el deporte por la UCAM y posee un Máster de Preparación Física en Fútbol por la RFEF, un Máster en Coaching y Liderazgo Deportivo y en la parcela de entrenador, siendo Nivel III (UEFA PRO).
En su ciudad natal comenzó su trayectoria profesional ligado a la preparación física, pasando primero por el Real Murcia CF donde estuvo durante doce temporadas, desde 2000 hasta 2012. 
En la temporada 2013-14, firma como preparador físico del Universidad Católica de Murcia Club de Fútbol.
En 2014, regresa como preparador físico del Real Murcia CF, en el que permanece durante dos temporadas.
En la temporada 2017-18, firma como preparador físico del Albacete Balompié de la Segunda División de España, formando parte del cuerpo técnico de José Manuel Aira, con el que había trabajo en el conjunto murciano.
En enero de 2018, firma por el Deportivo Alavés de la Primera División de España para ejercer como miembro del área de preparación física del cuerpo técnico de Abelardo Fernández. 
El 13 de abril de 2021, es nombrado por el club babazorro como entrenador del Deportivo Alavés B de la Segunda División B de España, formando tándem con Paco Imbernón, no pudiendo evitar el descenso del "miniglorias" a la Tercera División RFEF.
El 1 de junio de 2022, firma como segundo entrenador de Abelardo Fernández en el Real Sporting de Gijón de la Segunda División de España, en el que trabaja hasta enero de 2023.
El 20 de noviembre de 2023, firmó como segundo entrenador de Julio Velázquez en el Real Zaragoza de la Segunda División de España hasta final de temporada.
El 6 de junio de 2024, firma como segundo entrenador del FC Cartagena de la Segunda División de España, para formar parte del cuerpo técnico de Abelardo Fernández.

## Clubes
| Club                                                              | País   | Año             |
| ----------------------------------------------------------------- | ------ | --------------- |
| Real Murcia CF (preparador físico)                                | España | 2000-2012       |
| Universidad Católica de Murcia Club de Fútbol (preparador físico) | España | 2013-2014       |
| Real Murcia CF (preparador físico)                                | España | 2014-2016       |
| Albacete Balompié (preparador físico)                             | España | 2017- 2018      |
| Deportivo Alavés (preparador físico)                              | España | 2018-2021       |
| Deportivo Alavés B (entrenador)                                   | España | 2021            |
| Real Sporting de Gijón (segundo entrenador)                       | España | 2022-2023       |
| Real Zaragoza (segundo entrenador)                                | España | 2023-2024       |
| FC Cartagena (segundo entrenador)                                 | España | 2024-Actualidad |